# Classement mondial des entreprises leader par secteur
Le classement mondial des entreprises par secteur d'activité économique regroupe les listes des plus grandes firmes transnationales par chiffre d'affaires. Ces listes sont principalement basées sur le Fortune Global 500.
Pour un classement tous secteurs confondus, voir l'article Classement mondial des plus grandes entreprises.
|  |

## Alimentaire
Les 10 plus grosses entreprises mondiales par leur chiffre d'affaires dans l'industrie agroalimentaire en 2024:
| Rang | Entreprise           | Pays       | Chiffre d'affaires (en milliards d'euros) | Activités                                                    |
| ---- | -------------------- | ---------- | ----------------------------------------- | ------------------------------------------------------------ |
| 1    | Nestlé               | Suisse     | 102,8                                     | Confiserie, eau, café, nourriture animale, produits laitiers |
| 2    | PepsiCo              | États-Unis | 90,5                                      | Boissons                                                     |
| 3    | JBS                  | Brésil     | 68,9                                      | Viande                                                       |
| 4    | Anheuser-Busch InBev | Belgique   | 57                                        | Bière                                                        |
| 5    | Tyson Foods          | États-Unis | 52,9                                      | Viande                                                       |
| 6    | Coca-Cola            | États-Unis | 45                                        | Boissons                                                     |
| 7    | Mars                 | États-Unis | 40                                        | Confiseries, nourriture animale                              |
| 8    | Mondelez             | États-Unis | 36                                        | Confiseries                                                  |
| 9    | Lactalis             | France     | 30,4                                      | Produits laitiers                                            |
| 10   | Danone               | France     | 27,3                                      | Produits laitiers                                            |

Les 9 plus grosses entreprises mondiales pour ce qui est de la capitalisation boursière de l'industrie agroalimentaire en 2022 :
| Rang | Entreprise                               | Pays                   | Capitalisation boursière (en milliards de $) |
| ---- | ---------------------------------------- | ---------------------- | -------------------------------------------- |
| 1    | Nestlé                                   | Suisse                 | 372                                          |
| 2    | PepsiCo                                  | États-Unis             | 240                                          |
| 3    | McDonald's                               | États-Unis             | 199                                          |
| 4    | Unilever                                 | Royaume-Uni / Pays-Bas | 137                                          |
| 5    | Mondelez                                 | États-Unis             | 94                                           |
| 6    | Cargill                                  | États-Unis             |                                              |
| 7    | Hindustan Unilever                       | Inde                   | 76                                           |
| 8    | Foshan Haitian Flavouring & Food Co (en) | Chine                  | 72                                           |
| 9    | Yihai Kerry Arawana                      | Chine                  | 55                                           |

Boissons alcoolisées
Les 9 plus grandes entreprises du secteur de la boisson par capitalisation boursière en 2024 :
| Rang | Entreprise           | Pays        | Capitalisation boursière (en milliards de $) |
| ---- | -------------------- | ----------- | -------------------------------------------- |
| 1    | Anheuser-Busch InBev | Belgique    | 118                                          |
| 2    | Wuliangye Yibin      | Chine       | 68                                           |
| 3    | Diageo               | Royaume-Uni | 60                                           |
| 4    | Heineken             | Pays-Bas    | 48                                           |
| 5    | Ambev                | Brésil      | 32                                           |
| 6    | Constellation Brands | États-Unis  | 31                                           |
| 7    | Pernod Ricard        | France      | 28                                           |
| 8    | Luzhou Laojiao       | Chine       | 25                                           |
| 9    | Asahi                | Japon       | 19                                           |

### Boissons non alcoolisées
Les 10 plus grandes entreprises du secteur de la boisson par valeur boursière en 2023 :
| Rang | Entreprise                     | Pays        | Capitalisation boursière (en milliards de $) |
| ---- | ------------------------------ | ----------- | -------------------------------------------- |
| 1    | The Coca-Cola Company          | États-Unis  | 268                                          |
| 2    | PepsiCo                        | États-Unis  | 251                                          |
| 3    | Monster Beverage Corp          | États-Unis  | 56                                           |
| 4    | Keurig Dr Pepper               | États-Unis  | 49                                           |
| 5    | Fomento Economico Mexicano     | Mexique     | 30                                           |
| 6    | Coca-Cola Europacific Partners | Royaume-Uni | 27                                           |
| 7    | Coca-Cola FEMSA                | Mexique     | 26                                           |
| 8    | Arca Continental               | Mexique     | 15                                           |
| 9    | Suntory beverage & Food        | Japon       | 11                                           |
| 10   | Coca-Cola HBC                  | Serbie      | 9                                            |

### Brasserie
Les 10 plus grandes entreprises brassicoles quant à la production en 2021:
| Rang | Entreprise            | Pays       | Production (en millions d'hectolitres) |
| ---- | --------------------- | ---------- | -------------------------------------- |
| 1    | Anheuser-Busch InBev  | Belgique   | 581                                    |
| 2    | Heineken              | Pays-Bas   | 231                                    |
| 3    | Carlsberg             | Danemark   | 119                                    |
| 4    | China Resources       | Chine      | 112                                    |
| 5    | Molson Coors Brewing  | États-Unis | 84                                     |
| 6    | Tsingtao (entreprise) | Chine      | 76                                     |
| 7    | Asahi Group           | Japon      | 57                                     |
| 8    | Groupe Castel         | France     | 40                                     |
| 9    | Efes Beverage Group   | Turquie    | 37                                     |
| 10   | Yanjing               | Chine      | 33                                     |

### Confiserie
Les 10 plus grandes entreprises chocolatières par ventes nettes en 2018 :
| Rang | Entreprise  | Pays        | Ventes nettes (en milliards de $) |
| ---- | ----------- | ----------- | --------------------------------- |
| 1    | Mars        | États-Unis  | 18.0                              |
| 2    | Ferrero     | Italie      | 12.3                              |
| 3    | Mondelez    | États-Unis  | 11.8                              |
| 4    | Meiji       | Japon       | 9.6                               |
| 5    | Hershey     | États-Unis  | 7.7                               |
| 6    | Nestlé      | Suisse      | 6.1                               |
| 7    | Lindt       | Suisse      | 4.3                               |
| 8    | Ezaki Glico | Japon       | 3.2                               |
| 9    | Pladis      | Royaume-Uni | 2.8                               |
| 10   | Kellogg's   | États-Unis  | 1.8                               |

### Produits laitiers
Les 20 plus grandes entreprises laitières par chiffres d'affaires (de leurs activités laitières uniquement) en 2024 en milliards de dollars:
| Rang | Entreprise               | Pays                   | Chiffre d'affaires (en milliards de dollars) |
| ---- | ------------------------ | ---------------------- | -------------------------------------------- |
| 1    | Lactalis                 | France                 | 30,2                                         |
| 2    | Nestlé                   | Suisse                 | 24,1                                         |
| 3    | Dairy Farmers of America | États-Unis             | 21,7                                         |
| 4    | Danone                   | France                 | 19,7                                         |
| 5    | Yili                     | Chine                  | 17,5                                         |
| 6    | Fonterra                 | Nouvelle-Zélande       | 15,1                                         |
| 7    | Arla Foods               | Danemark / Suède       | 14,8                                         |
| 8    | Mengniu                  | Chine                  | 13,9                                         |
| 9    | FrieslandCampina         | Pays-Bas               | 14,1                                         |
| 10   | Saputo Inc.              | Canada                 | 12,8                                         |
| 11   | Unilever                 | Pays-Bas / Royaume-Uni | 8,7                                          |
| 12   | Schreiber Foods          | États-Unis             | 7,4                                          |
| 13   | Savencia                 | France                 | 7,4                                          |
| 14   | Amul                     | Inde                   | 7,2                                          |
| 15   | Müller                   | Allemagne              | 6,7                                          |
| 16   | Sodiaal                  | France                 | 6,3                                          |
| 17   | Agropur                  | Canada                 | 6,1                                          |
| 18   | DMK                      | Allemagne              | 5,9                                          |
| 19   | Froneri                  | Royaume-Uni / France   | 5,7                                          |
| 20   | Grupo Lala               | Mexique                | 5,9                                          |

## Distribution

### Grande distribution
Les 15 plus grosses entreprises mondiales pour ce qui est du chiffre d'affaires dans la grande distribution en 2024:
| Rang | Entreprise           | Pays        | Chiffre d'affaires (en milliards de $) |
| ---- | -------------------- | ----------- | -------------------------------------- |
| 1    | Walmart              | États-Unis  | 628,5                                  |
| 2    | Costco               | États-Unis  | 234,02                                 |
| 3    | Schwarz Group (Lidl) | Allemagne   | 176,37                                 |
| 4    | Aldi                 | Allemagne   | 145,44                                 |
| 5    | Ahold Delhaize       | Pays-Bas    | 97,01                                  |
| 6    | Carrefour            | France      | 89,71                                  |
| 7    | Seven & I            | Japon       | 84,95                                  |
| 8    | Rewe                 | Allemagne   | 73,51                                  |
| 9    | Æon                  | Japon       | 68                                     |
| 10   | Tesco                | Royaume-Uni | 61,91                                  |
| 11   | E.Leclerc            | France      | 50,39                                  |
| 12   | Casino               | France      | 38,43                                  |
| 13   | Couche-Tard          | Canada      | 38,40                                  |
| 14   | Metro                | Allemagne   | 32,40                                  |
| 15   | Auchan               | France      | 30,86                                  |

### Bricolage
Les six plus grosses enseignes mondiales pour ce qui est du chiffre d'affaires dans la distribution de matériel de bricolage en 2019 :
| Rang | Entreprise          | Pays        | Chiffre d'affaires (en milliards de €) |
| ---- | ------------------- | ----------- | -------------------------------------- |
| 1    | Home Depot          | États-Unis  | 108,2                                  |
| 2    | Lowe's              | États-Unis  | 71,3                                   |
| 3    | Adeo (Leroy Merlin) | France      | 23,1                                   |
| 4    | Sherwin-Williams    | États-Unis  | 17,5                                   |
| 5    | Kingfisher          | Royaume-Uni | 15,5                                   |
| 6    | Fastenal            | États-Unis  | 5,1                                    |

## Divertissement et médias

### Divertissement
Sont listées ici les cinq plus grosses entreprises mondiales pour ce qui est du chiffre d'affaires de l'industrie du divertissement en 2019 :
| Rang | Entreprise             | Pays              | Chiffre d'affaires (en milliards de $) |
| ---- | ---------------------- | ----------------- | -------------------------------------- |
| 1    | Comcast                | États-Unis        | 94,5                                   |
| 2    | Walt Disney Company    | États-Unis        | 59,4                                   |
| 3    | Charter Communications | États-Unis        | 43,6                                   |
| 4    | Altice Europe          | France / Pays-Bas | 16,8                                   |
| 5    | CBS                    | États-Unis        | 14,5                                   |

### Production musicale (majors)
Classement en 2019 selon les parts de marché :
| Rang | Entreprise               | Pays                | Part de marché |
| ---- | ------------------------ | ------------------- | -------------- |
| 1    | Universal Music Group    | France / États-Unis | 31,8 %         |
| 2    | Sony Music Entertainment | Japon               | 20,3 %         |
| 3    | Warner Music Group       | États-Unis          | 16 %           |

### Éditeurs de jeux vidéo
Classement en 2022 selon la capitalisation boursière (en milliards de dollars américains) :
| Rang | Entreprise          | Pays       | Capitalisation boursière (en milliards de $) |
| ---- | ------------------- | ---------- | -------------------------------------------- |
| 1    | Microsoft           | États-Unis | 1801                                         |
| 2    | Tencent             | Chine      | 374                                          |
| 3    | Sony                | Japon      | 100                                          |
| 4    | Activision Blizzard | États-Unis | 57                                           |
| 5    | Nintendo            | Japon      | 49                                           |
| 6    | NetEase             | Chine      | 47                                           |
| 7    | Electronic Arts     | États-Unis | 35                                           |
| 8    | Sea                 | Singapour  | 33                                           |
| 15   | Ubisoft             | France     | 15                                           |

### Maisons d'édition
Classement en 2020 selon le revenu des ventes (en milliards de dollars américains) :
| Rang | Entreprise           | Pays        | Revenu des ventes (en milliards de $) |
| ---- | -------------------- | ----------- | ------------------------------------- |
| 1    | Pearson              | Royaume-Uni | 6.0                                   |
| 2    | RELX                 | Royaume-Uni | 5.6                                   |
| 3    | Thomson Reuters      | Canada      | 4.9                                   |
| 4    | Penguin Random House | États-Unis  | 3.3                                   |
| 5    | Hachette Livre       | France      | 2.7                                   |

### Fabricants de jouets
Classement en 2020 selon le revenu des ventes (en millions d'euros) :
| Rang | Entreprise   | Pays       | Revenu des ventes (en millions d'euros) |
| ---- | ------------ | ---------- | --------------------------------------- |
| 1    | Lego         | Danemark   | 5920                                    |
| 2    | Bandai Namco | Japon      | 1718                                    |
| 3    | Fisher-Price | États-Unis | 594                                     |
| 4    | Nerf         | États-Unis | 530                                     |
| 5    | Funko        | États-Unis | 428                                     |

## Énergie

### Sociétés d'électricité
Sont listées ici les dix plus grosses sociétés de production d'électricité classées par leur capitalisation boursière en 2024:
| Rang | Entreprise           | Pays                | Capitalisation boursière (en milliards de $) |
| ---- | -------------------- | ------------------- | -------------------------------------------- |
| 1    | CATL                 | Chine               | 158                                          |
| 2    | NextEra Energy       | États-Unis          | 145                                          |
| 3    | Southern Company     | États-Unis          | 98                                           |
| 4    | TAQA                 | Émirats arabes unis | 95                                           |
| 5    | China Yangtse Power  | Chine               | 92                                           |
| 6    | Duke Energy          | États-Unis          | 90                                           |
| 7    | Iberdrola            | Espagne             | 90                                           |
| 8    | GE Vernova           | États-Unis          | 86                                           |
| 9    | Enel                 | Italie              | 74                                           |
| 10   | Constellation Energy | États-Unis          | 72                                           |

### Sociétés pétrolières et gazières
Sont listées ici les dix plus grosses entreprises mondiales selon la capitalisation boursière dans le secteur pétrolier et gazier en 2024 :
| Rang | Entreprise          | Pays            | Revenus (en milliards de $) |
| ---- | ------------------- | --------------- | --------------------------- |
| 1    | Aramco              | Arabie saoudite | 2.132                       |
| 2    | ExxonMobil          | États-Unis      | 412                         |
| 3    | Chevron             | États-Unis      | 287                         |
| 4    | Royal Dutch Shell   | Pays-Bas        | 214                         |
| 5    | Reliance Industries | Inde            | 211                         |
| 6    | PetroChina          | Chine           | 181                         |
| 7    | BHP Billiton        | Australie       | 166                         |
| 8    | TotalEnergies       | France          | 160                         |
| 9    | ConocoPhillips      | États-Unis      | 142                         |
| 10   | Petrobras           | Brésil          | 103                         |

### Fabricants d'éoliennes
Sont classés ici les dix premiers fabricants d'éoliennes dans le monde en 2019 par volume de production :
| Rang | Entreprise           | Pays                | Production en Gigawatts |
| ---- | -------------------- | ------------------- | ----------------------- |
| 1    | Vestas               | Danemark            | 9,60                    |
| 2    | Siemens Gamesa       | Allemagne / Espagne | 8,79                    |
| 3    | Goldwind             | Chine               | 8,25                    |
| 4    | GE Renewable Energy  | États-Unis / France | 7,37                    |
| 5    | Envision Energy      | Chine               | 5,78                    |
| 6    | Ming Yang Wind Power | Chine               | 4,50                    |
| 7    | Windey               | Chine               | 4,50                    |
| 8    | Nordex               | Allemagne           | 1,96                    |
| 9    | Shanghai Electric    | Chine               | 1,71                    |
| 10   | CSIC                 | Chine               | 1,47                    |

### Producteurs d'uranium
Sont classés ici les dix premiers producteurs d'uranium dans le monde en 2019 par leur part dans la production mondiale :
| Rang | Entreprise                              | Pays        | Part dans la production mondiale |
| ---- | --------------------------------------- | ----------- | -------------------------------- |
| 1    | Kazatomprom                             | Kazakhstan  | 22 %                             |
| 2    | Orano                                   | France      | 11 %                             |
| 3    | Uranium One                             | Canada      | 9 %                              |
| 4    | China General Nuclear Power Corporation | Chine       | 8 %                              |
| 5    | Navoi                                   | Ouzbékistan | 7 %                              |
| 6    | CNNC                                    | Chine       | 7 %                              |
| 7    | BHP                                     | Australie   | 6 %                              |
| 8    | ARMZ                                    | Russie      | 6 %                              |
| 9    | General Atomics                         | États-Unis  | 4 %                              |
| 10   | Rio Tinto                               | Australie   | 2 %                              |

## Finance

### Assurance
Sont listées ici les 10 plus grosses entreprises mondiales par capitalisation boursière dans le secteur de l'assurance en 2024:
| Rang | Entreprise                 | Pays       | Capitalisation boursière (en milliards d' euros) |
| ---- | -------------------------- | ---------- | ------------------------------------------------ |
| 1    | UnitedHealth               | États-Unis | 405                                              |
| 2    | Progressive                | États-Unis | 155                                              |
| 3    | Allianz                    | Allemagne  | 132                                              |
| 4    | China Life Insurance       | Chine      | 116                                              |
| 5    | Ping An Insurance          | Chine      | 110                                              |
| 6    | Marsh & McLennan Companies | États-Unis | 108                                              |
| 7    | Chubb                      | États-Unis | 106                                              |
| 8    | Zurich Insurance Group     | Suisse     | 89                                               |
| 9    | AXA                        | France     | 85                                               |
| 10   | Elevance Health            | États-Unis | 84                                               |

### Banque
Les dix plus grandes banques dans le monde, quant à la capitalisation boursière en 2024 :
| Rang | Entreprise                 | Pays        | Capitalisation boursière (en milliards de dollars) |
| ---- | -------------------------- | ----------- | -------------------------------------------------- |
| 1    | JPMorgan Chase             | États-Unis  | 699                                                |
| 2    | Bank of America            | États-Unis  | 324                                                |
| 3    | ICBC                       | Chine       | 320                                                |
| 4    | Agricultural Bank of China | Chine       | 245                                                |
| 5    | Wells Fargo                | États-Unis  | 241                                                |
| 6    | China Construction Bank    | Chine       | 221                                                |
| 7    | HSBC                       | Royaume-Uni | 215                                                |
| 8    | Bank of China              | Chine       | 207                                                |
| 9    | Morgan Stanley             | États-Unis  | 196                                                |
| 10   | Goldman Sachs              | États-Unis  | 181                                                |

Sont listées ci-dessous les dix plus grosses banques au monde par le total des actifs en 2024 :
| Rang | Entreprise                     | Pays        | Total des actifs (en milliers de milliards de $) |
| ---- | ------------------------------ | ----------- | ------------------------------------------------ |
| 1    | ICBC                           | Chine       | 6.8                                              |
| 2    | Agricultural Bank of China     | Chine       | 6.2                                              |
| 3    | China Construction Bank        | Chine       | 5.8                                              |
| 4    | Bank of China                  | Chine       | 4.8                                              |
| 5    | JPMorgan Chase                 | États-Unis  | 4.0                                              |
| 6    | Bank of America                | États-Unis  | 3.3                                              |
| 7    | HSBC                           | Royaume-Uni | 3.0                                              |
| 8    | BNP Paribas                    | France      | 2.8                                              |
| 9    | Mitsubishi UFJ Financial Group | Japon       | 2.6                                              |
| 10   | Citigroup                      | États-Unis  | 2,4                                              |

### Traders
Sont listées ici les dix plus grosses entreprises mondiales par chiffre d'affaires dans le secteur du Trading en 2019 :
| Rang | Entreprise                       | Pays         | Total des actifs (en milliards de $) |
| ---- | -------------------------------- | ------------ | ------------------------------------ |
| 1    | Mitsubishi                       | Japon        | 127,4                                |
| 2    | Itochu                           | Japon        | 91,6                                 |
| 3    | Marubeni                         | Japon        | 67,8                                 |
| 4    | Toyota Tsusho                    | Japon        | 61,0                                 |
| 5    | Mitsui                           | Japon        | 56,6                                 |
| 6    | Sumitomo                         | Japon        | 46,9                                 |
| 7    | Materials Industry Zhongda Group | Chine        | 45,4                                 |
| 8    | Hanwha                           | Corée du Sud | 44,3                                 |
| 9    | Xiamen                           | Chine        | 39,1                                 |
| 10   | Xiamen International Trade Group | Chine        | 30,5                                 |

### Gestionnaire d'actifs
Sont listées ici les huit plus grosses entreprises mondiales dans le secteur de la gestion d'actifs en 2019 :
| Rang | Entreprise                            | Pays       | Total des actifs (en milliers de milliards d'euros) |
| ---- | ------------------------------------- | ---------- | --------------------------------------------------- |
| 1    | BlackRock                             | États-Unis | 5,25                                                |
| 2    | Vanguard                              | États-Unis | 4,25                                                |
| 3    | State Street Corporation              | États-Unis | 2,19                                                |
| 4    | Amundi                                | France     | 1,72                                                |
| 5    | The Bank of New York Mellon           | États-Unis | 1,49                                                |
| 6    | JPMorgan Chase                        | États-Unis | 1,48                                                |
| 7    | The Capital Group Companies           | États-Unis | 1,46                                                |
| 8    | Pacific Investment Management Company | États-Unis | 1,45                                                |

## Consommation grand public

### Cosmétiques
Sont listées ici les 10 plus grosses entreprises mondiales quant au chiffre d'affaires dans le cosmétique en 2020 :
| Rang | Entreprise       | Pays                  | Chiffres d'affaires (en milliards de $) |
| ---- | ---------------- | --------------------- | --------------------------------------- |
| 1    | L'Oréal          | France                | 33.9                                    |
| 2    | Unilever         | Royaume-Uni/ Pays-Bas | 25.3                                    |
| 3    | Procter & Gamble | États-Unis            | 19.4                                    |
| 4    | Estée Lauder     | États-Unis            | 14.9                                    |
| 5    | Sephora          | France                | 10.0                                    |
| 6    | Shiseido         | Japon                 | 8.7                                     |
| 7    | Beiersdorf       | Allemagne             | 6.9                                     |
| 8    | LVMH             | France                | 6.3                                     |
| 9    | Kao              | Japon                 | 5.1                                     |
| 10   | Coty             | États-Unis/ France    | 4.7                                     |
| 11   | Johnson&Johnson  | États-Unis            | 4.4                                     |

### Électronique grand public
Sont listées ici les dix plus grosses enseignes mondiales par capitalisation dans l’électronique grand public et dans l'industrie de la haute technologie en 2020 :
| Rang | Entreprise      | Pays         | Capitalisation (en milliards de $) |
| ---- | --------------- | ------------ | ---------------------------------- |
| 1    | Apple           | États-Unis   | 2.169                              |
| 2    | Microsoft       | États-Unis   | 1.611                              |
| 3    | Amazon          | États-Unis   | 1.569                              |
| 4    | Alphabet        | États-Unis   | 1.171                              |
| 5    | Tencent         | Chine        | 731                                |
| 6    | Meta (Facebook) | États-Unis   | 670                                |
| 7    | Alibaba         | Chine        | 636                                |
| 8    | TSMC            | Taïwan       | 378                                |
| 9    | NVidia          | États-Unis   | 327                                |
| 10   | Samsung         | Corée du Sud | 281                                |

### Électroménager
Sont listées, les 7 plus grands fabricants d'électroménager dans le monde selon le classement Forbes 2019 :
| Rang | Entreprise     | Pays         | Chiffre d'affaires (en milliards de $) |
| ---- | -------------- | ------------ | -------------------------------------- |
| 1    | Midea Electric | Chine        | 39,8                                   |
| 2    | Gree Electric  | Chine        | 28,5                                   |
| 3    | Haier          | Chine        | 26,8                                   |
| 4    | Whirlpool      | États-Unis   | 21,0                                   |
| 5    | Electrolux     | Suède        | 14,3                                   |
| 6    | LG             | Corée du Sud | 9,7                                    |
| 7    | SEB            | France       | 8,0                                    |

### Équipementiers sportifs
Sont listées ici les cinq plus grosses entreprises mondiales quant au chiffre d'affaires dans le domaine des articles de sport en 2020 :
| Rang | Entreprise   | Pays             | Chiffre d'affaires (en milliards de $) |
| ---- | ------------ | ---------------- | -------------------------------------- |
| 1    | Nike         | États-Unis       | 39.1                                   |
| 2    | Adidas       | Allemagne        | 25.6                                   |
| 3    | Decathlon    | France           | 11.4                                   |
| 4    | Puma         | Allemagne France | 5.7                                    |
| 5    | Under Armour | États-Unis       | 5.2                                    |
| 6    | New Balance  | États-Unis       | 4.1                                    |

### Habillement
Les dix plus grosses entreprises mondiales quant à la valeur dans le secteur de l'habillement en 2024 sont :
| Rang | Entreprise     | Pays       | Capitalisation boursière (en milliards de dollars) |
| ---- | -------------- | ---------- | -------------------------------------------------- |
| 1    | Louis Vuitton  | France     | 371                                                |
| 2    | Hermès         | France     | 305                                                |
| 3    | Inditex        | Espagne    | 168                                                |
| 4    | TJX Companies  | États-Unis | 136                                                |
| 5    | Dior           | France     | 123                                                |
| 6    | Nike           | États-Unis | 114                                                |
| 7    | Fast Retailing | Japon      | 96                                                 |
| 8    | Cintas         | États-Unis | 82                                                 |
| 9    | Ross Stores    | États-Unis | 44                                                 |
| 10   | Adidas         | Allemagne  | 44                                                 |

### Luxe
Sont listées ici les 10 plus grosses entreprises mondiales quant au chiffre d'affaires dans le secteur du luxe en 2019 :
| Rang | Entreprise                    | Pays            | Chiffre d'affaires (en milliards de €) |
| ---- | ----------------------------- | --------------- | -------------------------------------- |
| 1    | LVMH                          | France          | 53,670                                 |
| 2    | L'Oréal Luxe                  | France          | 29,87                                  |
| 3    | Essilorluxottica              | France / Italie | 17,390                                 |
| 4    | Kering                        | France          | 15,9                                   |
| 5    | Estée Lauder                  | États-Unis      | 14,29                                  |
| 6    | Richemont                     | Suisse          | 14,23                                  |
| 7    | PVH Corp                      | États-Unis      | 8,07                                   |
| 8    | The Swatch Group              | Suisse          | 7,413                                  |
| 9    | Hermès international          | France          | 6,883                                  |
| 10   | Chow Tai Fook Jewellery Group | Hong Kong       | 6,604                                  |

### Horlogerie
Sont listés ici les dix plus gros horlogers mondiaux quant au chiffre d'affaires en 2020 :
| Rang | Entreprise       | Pays   | Chiffre d'affaires (en milliards de $) |
| ---- | ---------------- | ------ | -------------------------------------- |
| 1    | Cartier          | France | 6,2                                    |
| 2    | Rolex            | Suisse | 5,2                                    |
| 3    | Omega            | Suisse | 2,29                                   |
| 4    | Longines         | Suisse | 1,62                                   |
| 5    | Patek Philippe   | Suisse | 1,48                                   |
| 6    | Tissot           | Suisse | 1,34                                   |
| 7    | Audemars Piguet  | Suisse | 1,33                                   |
| 8    | TAG Heuer        | Suisse | 0,95                                   |
| 9    | IWC              | Suisse | 0,88                                   |
| 10   | Jaeger-LeCoultre | Suisse | 0,67                                   |

## Industrie lourde (hors énergie)

### Machinerie industrielle
Sont listées ici les dix plus grosses entreprises mondiales dans le secteur de l'équipement industriel par chiffre d'affaires en 2020 :
| Rang | Entreprise      | Pays                | Chiffre d'affaires (en milliards de $) |
| ---- | --------------- | ------------------- | -------------------------------------- |
| 1    | Caterpillar     | États-Unis          | 53.8                                   |
| 2    | John Deere      | États-Unis          | 39.3                                   |
| 3    | CNH Industrial  | États-Unis / Italie | 28.1                                   |
| 4    | ABB             | Suisse              | 28.0                                   |
| 5    | Linde AG        | Allemagne           | 28.0                                   |
| 6    | Daikin          | Japon               | 23.5                                   |
| 7    | Komatsu         | Japon               | 22.5                                   |
| 8    | Massey Ferguson | États-Unis          | 21.8                                   |
| 9    | Kubota          | Japon               | 18.9                                   |
| 10   | Ingersoll Rand  | États-Unis          | 16.6                                   |

### Outils électriques
Sont listées ici les 10 plus grosses entreprises mondiales dans le secteur des systèmes énergétiques électriques par valeur boursière en 2022 :
| Rang | Entreprise             | Pays       | Capitalisation (en milliards de $) |
| ---- | ---------------------- | ---------- | ---------------------------------- |
| 1    | Schneider Electric     | France     | 107.1                              |
| 2    | Eaton Corporation      | Irlande    | 66.9                               |
| 3    | Techtronic Industries  | Hong Kong  | 34.4                               |
| 4    | Keysight               | États-Unis | 34.4                               |
| 5    | Nari                   | Chine      | 31.9                               |
| 6    | Stanley Black & Decker | États-Unis | 30.8                               |
| 7    | Snap-on                | États-Unis | 11.7                               |
| 8    | SKF                    | Suède      | 11.6                               |
| 9    | Makita                 | Japon      | 11.3                               |
| 10   | Misumi                 | Japon      | 10.7                               |

### Défense
Sont listées ici les dix plus grosses entreprises mondiales quant au chiffre d'affaires dans le secteur de la défense en 2024 :
| Rang | Entreprise       | Pays        | Chiffre d'affaires (en milliards de $) |
| ---- | ---------------- | ----------- | -------------------------------------- |
| 1    | Lockheed Martin  | États-Unis  | 63.3                                   |
| 2    | Raytheon Company | États-Unis  | 39.6                                   |
| 3    | Northrop Grumman | États-Unis  | 32.4                                   |
| 4    | AVIC             | Chine       | 31.0                                   |
| 5    | Boeing           | États-Unis  | 30.8                                   |
| 6    | General Dynamics | États-Unis  | 30.4                                   |
| 7    | BAE Systems      | Royaume-Uni | 25.2                                   |
| 8    | Norinco          | Chine       | 18.0                                   |
| 9    | L3 Harris        | États-Unis  | 13.9                                   |
| 10   | CSGC             | Chine       | 13.5                                   |

### Bâtiment, construction et travaux publics
Sont listés ici les dix plus grandes entreprises du génie civil et de la construction en 2024, selon la capitalisation boursière :
| Rang | Entreprise                           | Pays       | Capitalisation boursière (en milliards de $) |
| ---- | ------------------------------------ | ---------- | -------------------------------------------- |
| 1    | Vinci                                | France     | 71                                           |
| 2    | Larsen & Toubro                      | Inde       | 51                                           |
| 3    | D. R. Horton                         | États-Unis | 41                                           |
| 4    | Ferrovial                            | Espagne    | 32                                           |
| 5    | Lennar                               | États-Unis | 32                                           |
| 6    | China State Construction Engineering | Chine      | 31                                           |
| 7    | Pulte Group                          | États-Unis | 21                                           |
| 8    | NVR                                  | États-Unis | 21                                           |
| 9    | Daiwa House                          | Japon      | 21                                           |
| 10   | China Railway Group                  | Chine      | 18                                           |

### Ciment
Sont listées ici les cinq plus grosses entreprises mondiales dans le domaine de la production de ciment en 2020 :
| Rang | Entreprise                              | Pays          | Production de ciment (en millions de tonnes) |
| ---- | --------------------------------------- | ------------- | -------------------------------------------- |
| 1    | China National Building Material (CNBM) | Chine         | 521                                          |
| 2    | Anhui Conch Cement Company              | Chine         | 355                                          |
| 3    | Holcim                                  | Suisse France | 287                                          |
| 4    | Heidelberg Materials                    | Allemagne     | 187                                          |
| 5    | Jidong Development Group                | Chine         | 170                                          |

### Chimie
Sont listées ici les huit plus grosses entreprises mondiales quant aux valeurs des ventes dans le secteur de la chimie en 2023:
| Rang | Entreprise     | Pays            | Valeurs des ventes (en milliards de $) |
| ---- | -------------- | --------------- | -------------------------------------- |
| 1    | BASF           | Allemagne       | 74.5                                   |
| 2    | Sinopec        | Chine           | 58.1                                   |
| 3    | Dow            | États-Unis      | 44.6                                   |
| 4    | LG Chem        | Corée du Sud    | 42.3                                   |
| 5    | PetroChina     | Chine           | 40.9                                   |
| 6    | ExxonMobil     | États-Unis      | 40.7                                   |
| 7    | Sabic          | Arabie saoudite | 37.7                                   |
| 8    | LyondellBasell | États-Unis      | 31.9                                   |

### Constructeurs automobiles
Sont listées ici les dix plus grosses entreprises mondiales par capitalisation boursière dans le secteur de la construction automobile en 2022:
| Rang | Entreprise     | Pays                         | Capitalisation boursière (en milliards de $) |
| ---- | -------------- | ---------------------------- | -------------------------------------------- |
| 1    | Tesla          | États-Unis                   | 582                                          |
| 2    | Toyota         | Japon                        | 246                                          |
| 3    | Volkswagen     | Allemagne                    | 172                                          |
| 4    | Daimler        | Allemagne                    | 103                                          |
| 5    | General Motors | États-Unis                   | 86                                           |
| 6    | BYD            | Chine                        | 79                                           |
| 7    | BMW            | Allemagne                    | 76                                           |
| 8    | NIO            | Chine                        | 67                                           |
| 9    | Stellantis     | Italie / États-Unis / France | 62                                           |
| 10   | Ford           | États-Unis                   | 59                                           |

Sont listés ici les 10 plus grands constructeurs  automobiles selon le revenu annuel en 2021 :
| Rang | Entreprise          | Pays                       | Millions de dollars |
| ---- | ------------------- | -------------------------- | ------------------- |
| 1    | Volkswagen          | Allemagne                  | 295                 |
| 2    | Toyota Motor        | Japon                      | 256                 |
| 3    | Stellantis          | Italie/ États-Unis/ France | 176                 |
| 4    | Mercedes-Benz Group | Allemagne                  | 158                 |
| 5    | Ford                | États-Unis                 | 136                 |
| 6    | BMW                 | Allemagne                  | 131                 |
| 7    | General Motors      | États-Unis                 | 127                 |
| 8    | Honda               | Japon                      | 124                 |
| 9    | SAIC                | Chine                      | 107                 |
| 10   | Hyundai Motor       | Corée du Sud               | 102                 |

Sont listés ici les 5 plus grands constructeurs automobiles de voiture électrique selon le nombre d'unités vendues en 2020 :
| Rang | Entreprise                         | Pays          | Millions d'unités vendues |
| ---- | ---------------------------------- | ------------- | ------------------------- |
| 1    | Tesla                              | États-Unis    | 0,499                     |
| 2    | SAIC                               | Chine         | 0,243                     |
| 3    | Volkswagen                         | Allemagne     | 0,227                     |
| 4    | Alliance Renault-Nissan-Mitsubishi | France/ Japon | 0,173                     |
| 5    | BYD                                | Chine         | 0,132                     |

### Constructeurs automobiles commerciales
Sont listées ici les dix plus grosses entreprises mondiales par chiffre d'affaires dans le secteur de la construction automobile en 2024 :
| Rang | Entreprise     | Pays                       | Chiffre d'affaires (en milliards de $) |
| ---- | -------------- | -------------------------- | -------------------------------------- |
| 1    | Volkswagen     | Allemagne                  | 316                                    |
| 2    | Caterpillar    | États-Unis                 | 67                                     |
| 3    | Daimler        | Allemagne                  | 154                                    |
| 4    | Stellantis     | Italie/ États-Unis/ France | 190                                    |
| 5    | Deere          | États-Unis                 | 49                                     |
| 6    | Renault        | France                     | 54                                     |
| 7    | Ford           | États-Unis                 | 176,2                                  |
| 8    | Volvo          | Suède                      | 34                                     |
| 9    | Paccar         | États-Unis                 | 27                                     |
| 10   | Nissan         | Japon                      | 27                                     |
| 11   | Hyundai Motors | Corée du Sud               | 26                                     |

### Équipement automobile
Sont listées ici les 15 plus grosses entreprises mondiales par chiffre d'affaires dans le secteur des équipements automobiles en 2020 :
| Rang | Entreprise         | Pays         | Chiffre d'affaires (en milliards d'euros) |
| ---- | ------------------ | ------------ | ----------------------------------------- |
| 1    | Bosch              | Allemagne    | 42                                        |
| 2    | Denso              | Japon        | 39                                        |
| 3    | Continental        | Allemagne    | 37                                        |
| 4    | ZF Friedrichshafen | Allemagne    | 30                                        |
| 5    | Magna              | Canada       | 28                                        |
| 6    | Aisin Seiki        | Japon        | 28                                        |
| 7    | Hyundai Mobis      | Corée du Sud | 27                                        |
| 8    | Michelin           | France       | 20                                        |
| 9    | Bridgestone        | Japon        | 19                                        |
| 10   | Weichai Power      | Chine        | 16                                        |
| 11   | Valeo              | France       | 16                                        |
| 12   | Lear               | États-Unis   | 15                                        |
| 13   | Faurecia           | France       | 14                                        |
| 14   | Cummins            | États-Unis   | 14                                        |
| 15   | Tenneco            | États-Unis   | 14                                        |

## Technologies de l'information et de la communication
Le secteur économique des technologies de l'information et de la communication est dominé par différents géants mondiaux de l'industrie tels que Microsoft ou AT&T.

### Opérateurs télécommunications
- Classement 2024 selon le chiffre d'affaires en milliards de dollars :

| Rang | Entreprise       | Pays       | Capitalisation boursière (en milliards de dollars) |
| ---- | ---------------- | ---------- | -------------------------------------------------- |
| 1    | T-Mobile         | États-Unis | 302                                                |
| 2    | China Mobile     | Chine      | 228                                                |
| 3    | AT&T             | États-Unis | 188                                                |
| 4    | Verizon          | États-Unis | 180                                                |
| 5    | Deutsche Telekom | Allemagne  | 180                                                |
| 6    | Comcast          | États-Unis | 134                                                |
| 7    | Bharti Airtel    | Inde       | 111                                                |
| 8    | American Tower   | États-Unis | 96                                                 |
| 9    | China Telecom    | Chine      | 96                                                 |
| 10   | NTT              | Japon      | 81                                                 |

### Opérateurs de la technologie 5G
Classement établi selon le nombre de brevets possédés relatifs à la technologie 5G en 2021 :
| Rang | Entreprise | Pays         | Nombre de brevets 5G (en pourcentage) |
| ---- | ---------- | ------------ | ------------------------------------- |
| 1    | Huawei     | Chine        | 15.4%                                 |
| 2    | Samsung    | Corée du Sud | 13.3%                                 |
| 3    | Nokia      | Finlande     | 13.2%                                 |
| 4    | Qualcomm   | États-Unis   | 12.9%                                 |
| 5    | LG         | Corée du Sud | 8.7%                                  |
| 6    | ZTE        | Chine        | 5.6%                                  |
| 7    | Sharp      | Japon        | 4.6%                                  |
| 8    | Ericsson   | Suède        | 4.6%                                  |

### Agences de communication
Sont listées ici les plus grosses entreprises mondiales quant au chiffre d'affaires de la communication en 2022:
| Rang | Entreprise  | Pays        | Chiffre d'affaires (en milliards de $) |
| ---- | ----------- | ----------- | -------------------------------------- |
| 1    | WPP         | Royaume-Uni | 16.9                                   |
| 2    | Omnicom     | États-Unis  | 15                                     |
| 3    | Publicis    | France      | 12.3                                   |
| 4    | Accenture   | Irlande     | 10.3                                   |
| 5    | Interpublic | États-Unis  | 10.2                                   |
| 6    | Dentsu      | Japon       | 9.6                                    |
| 7    | Deloitte    | États-Unis  | 7.9                                    |
| 8    | PWC         | États-Unis  | 6.7                                    |
| 9    | IBM iX      | États-Unis  | 5.6                                    |
| 10   | BlueFocus   | Chine       | 4.1                                    |

### Intelligence artificielle
Sont listées ici les huit plus grosses entreprises mondiales quant à la capitalisation boursière de l' intelligence artificielle en 2024 :
| Rang | Entreprise | Pays       | Capitalisation boursière (en milliards de $) |
| ---- | ---------- | ---------- | -------------------------------------------- |
| 1    | Apple      | États-Unis | 3.544                                        |
| 2    | Microsoft  | États-Unis | 2.888                                        |
| 3    | NVidia     | États-Unis | 2.830                                        |
| 4    | Alphabet   | États-Unis | 2.092                                        |
| 5    | Meta       | États-Unis | 1.621                                        |
| 6    | Tesla      | États-Unis | 875                                          |
| 7    | Oracle     | États-Unis | 440                                          |
| 8    | IBM        | États-Unis | 234                                          |

## Équipementiers télécoms et réseaux

### Semi conducteurs
Sont listées ici les cinq plus grosses entreprises de semi conducteurs selon la capitalisation boursière en 2024 :
| Rang | Entreprise | Pays         | Capitalisation boursière (en milliards de $) |
| ---- | ---------- | ------------ | -------------------------------------------- |
| 1    | NVIDIA     | États-Unis   | 2.648                                        |
| 2    | TSMC       | Taïwan       | 884                                          |
| 3    | Broadcom   | États-Unis   | 833                                          |
| 4    | ASML       | Pays-Bas     | 269                                          |
| 5    | Samsung    | Corée du Sud | 229                                          |

### Programmation et logiciel
Sont listées ici les dix plus grosses entreprises de logiciels informatiques selon la capitalisation boursière en 2022:
| Rang | Entreprise                | Pays       | Capitalisation boursière (en milliards de $) |
| ---- | ------------------------- | ---------- | -------------------------------------------- |
| 1    | Apple                     | États-Unis | 2.406                                        |
| 2    | Microsoft                 | États-Unis | 1.798                                        |
| 3    | Alphabet                  | États-Unis | 1.263                                        |
| 4    | Oracle                    | États-Unis | 214                                          |
| 5    | Adobe                     | États-Unis | 153                                          |
| 6    | Salesforce                | États-Unis | 148                                          |
| 7    | IBM                       | États-Unis | 132                                          |
| 8    | SAP                       | Allemagne  | 130                                          |
| 9    | Intuit                    | États-Unis | 107                                          |
| 10   | Automatic Data Processing | États-Unis | 106                                          |
| 11   | Schneider Electric        | France     | 100                                          |

https://companiesmarketcap.com/software/largest-software-companies-by-market-cap/

### Téléphones portables
- Classement des fabricants de smartphone selon la part de marché au second trimestre de 2021 :

| Rang | Entreprise | Pays         | PDM T1 2019 |
| ---- | ---------- | ------------ | ----------- |
| 1    | Samsung    | Corée du Sud | 18%         |
| 2    | Xiaomi     | Chine        | 16%         |
| 3    | Apple      | États-Unis   | 15%         |
| 4    | Oppo       | Chine        | 10%         |
| 5    | Vivo       | Chine        | 10%         |

### Téléviseurs
- Classement des fabricants de téléviseurs selon leur part de marché en 2022:

| Rang | Entreprise      | Pays         | Part de marché |
| ---- | --------------- | ------------ | -------------- |
| 1    | Samsung         | Corée du Sud | 19.6%          |
| 2    | LG              | Corée du Sud | 11.7%          |
| 3    | TCL Corporation | Chine        | 11.7%          |
| 4    | Hisense         | Chine        | 10.5%          |
| 5    | Xiaomi          | Chine        | 6.2%           |

### Ordinateurs
- Classement selon le revenu annuel en 2023 :

| Rang | Entreprise | Pays         | Revenu annuel (en milliards de dollars) |
| ---- | ---------- | ------------ | --------------------------------------- |
| 1    | Apple      | États-Unis   | 394                                     |
| 2    | Samsung    | Corée du Sud | 245                                     |
| 3    | Microsoft  | États-Unis   | 198                                     |
| 4    | Dell       | États-Unis   | 102                                     |
| 5    | Huawei     | Chine        | 96                                      |

### Technologies et services informatiques
- Classement 2022 des 11 entreprises de services du numérique (ESN) selon le chiffre d'affaires en milliards de dollars américains[13] :

| Rang | Entreprise                | Pays       | Chiffre d'affaires (en milliards de $) |
| ---- | ------------------------- | ---------- | -------------------------------------- |
| 1    | Microsoft                 | États-Unis | 161                                    |
| 2    | HP                        | États-Unis | 63                                     |
| 3    | IBM                       | États-Unis | 57                                     |
| 4    | Accenture                 | Irlande    | 50                                     |
| 5    | Oracle                    | États-Unis | 40                                     |
| 6    | SAP SE                    | Allemagne  | 29                                     |
| 7    | Tata Consultancy Services | Inde       | 25                                     |
| 8    | Capgemini                 | France     | 19                                     |
| 9    | Cognizant                 | États-Unis | 18                                     |
| 10   | Infosys                   | Inde       | 13                                     |
| 11   | Atos                      | France     | 11                                     |

## Transport

### Compagnies aériennes
Sont listées ici les 10 plus grosses compagnies aériennes selon la capitalisation boursière en 2024 :
| Rang | Entreprise                          | Pays       | Capitalisation boursière (en milliards de dollars) |
| ---- | ----------------------------------- | ---------- | -------------------------------------------------- |
| 1    | Delta Airlines                      | États-Unis | 35                                                 |
| 2    | United Airlines                     | États-Unis | 28                                                 |
| 3    | Ryanair                             | Irlande    | 24                                                 |
| 4    | International Consolidated Airlines | Espagne    | 20                                                 |
| 5    | Interglobe Aviation                 | Inde       | 20                                                 |
| 6    | Air China                           | Chine      | 18                                                 |
| 7    | Southwest Airlines                  | États-Unis | 17                                                 |
| 8    | Singapore Airlines                  | Singapour  | 15                                                 |
| 9    | China Southern Airlines             | Chine      | 13                                                 |
| 10   | Turkish Airlines                    | Turquie    | 12                                                 |

### Transport ferroviaire
Classement selon la valeur boursière des entreprises du transport ferroviaire en 2022 :
| Rang | Entreprise                    | Pays       | Valeur boursière (en milliards de $) |
| ---- | ----------------------------- | ---------- | ------------------------------------ |
| 1    | Union Pacific                 | États-Unis | 123                                  |
| 2    | Canadian National Railway     | Canada     | 94                                   |
| 3    | Central Japan Railway Company | Japon      | 38                                   |
| 4    | East Japan Railway Company    | Japon      | 36                                   |
| 5    | MTR                           | Chine      | 31                                   |
| 6    | Norfolk Southern Railway      | États-Unis | 27                                   |
| 7    | CSX Transportation            | États-Unis | 26                                   |
| 8    | Canadian Pacific Railway      | Canada     | 22                                   |
| 9    | Deutsche Bahn                 | Allemagne  | 18                                   |
| 10   | Indian Railways               | Inde       |                                      |

### Transport maritime
Classement des dix principaux armateurs en millions d'EVP (équivalent vingt pieds) en 2023 :
| Rang | Entreprise                       | Pays           | EVP |
| ---- | -------------------------------- | -------------- | --- |
| 1    | MSC                              | Suisse/ Italie | 5,6 |
| 2    | Maersk                           | Danemark       | 4,1 |
| 3    | CMA CGM                          | France         | 3,5 |
| 4    | COSCO                            | Chine          | 3,0 |
| 5    | Hapag-Lloyd                      | Allemagne      | 1,9 |
| 6    | Ocean Network Express            | Japon          | 1,7 |
| 7    | Evergreen Marine Corporation     | Taïwan         | 1,6 |
| 8    | Hyundai Merchant Marine          | Corée du Sud   | 0,7 |
| 9    | Yang Ming Marina Transport       | Taïwan         | 0,7 |
| 10   | Zim Integrated Shipping Services | Israël         | 0,6 |

### Croisières

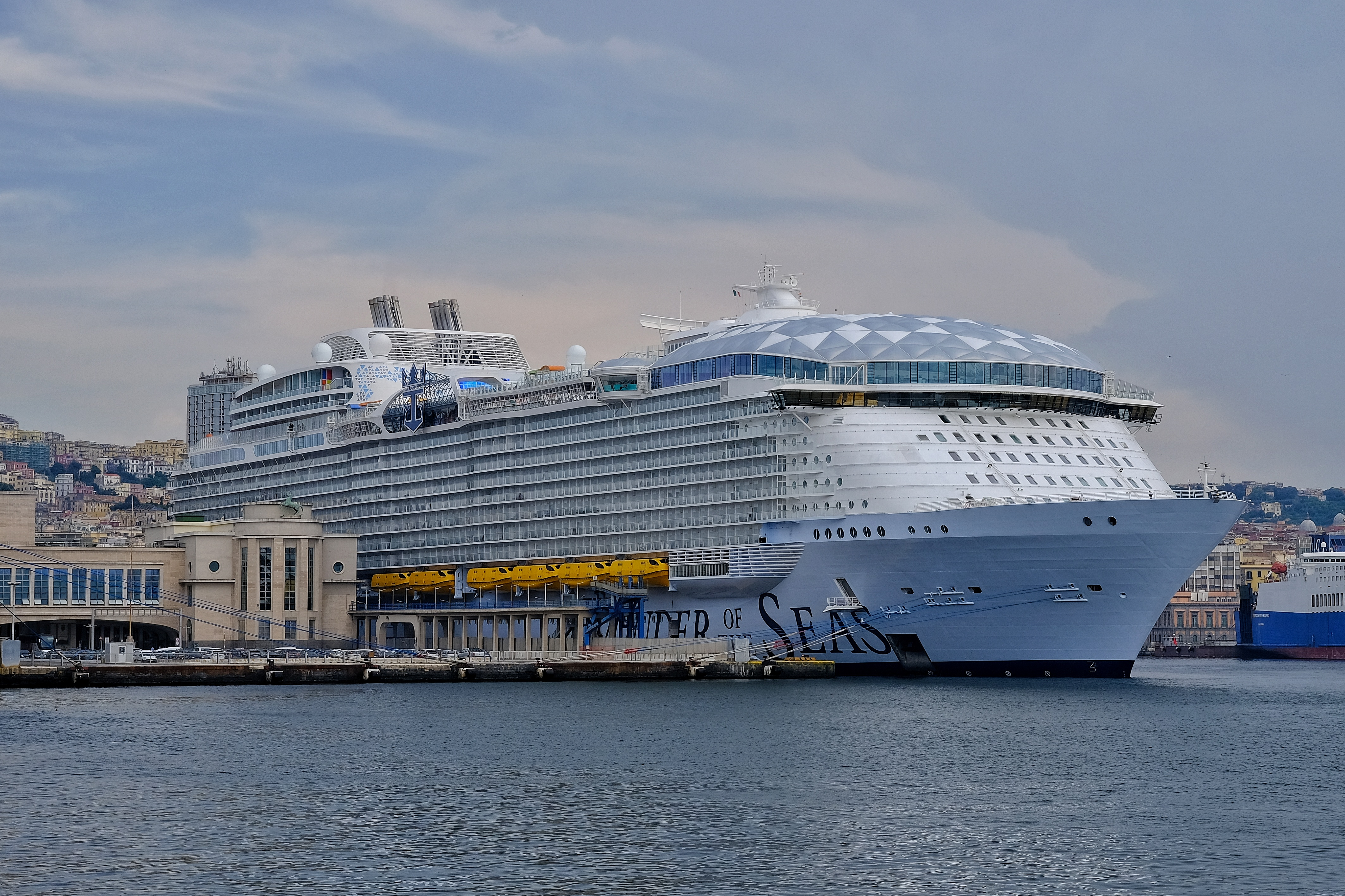
navire de croisière.

Classement des principales compagnies de croisière en 2023 selon le revenu annuel :
| Rang | Entreprise            | Pays          | Revenu annuel (en milliards de $) |
| ---- | --------------------- | ------------- | --------------------------------- |
| 1    | MSC                   | Suisse Italie | 22                                |
| 2    | Carnival Corporation  | États-Unis    | 12                                |
| 3    | Royal Caribbean       | États-Unis    | 8                                 |
| 4    | Norwegian Cruise Line | États-Unis    | 4                                 |
| 5    | Viking Cruises        | États-Unis    | 2                                 |

### Courrier et livraison
Sont listées ici les cinq plus grosses entreprises mondiales par capitalisation boursière dans le secteur de la poste en 2024 :
| Rang | Entreprise          | Pays       | Capitalisation boursière (en milliards de $) |
| ---- | ------------------- | ---------- | -------------------------------------------- |
| 1    | UPS                 | États-Unis | 125                                          |
| 2    | FedEx               | États-Unis | 61                                           |
| 3    | Deutsche Post - DHL | Allemagne  | 54                                           |
| 4    | Japan Post Holdings | Japon      | 30                                           |
| 5    | SF Express          | Chine      | 25                                           |
| 6    | ZTO Express         | Chine      | 14                                           |
| 7    | Poste Italiane      | Italie     | 13                                           |
| 8    | TFI International   | Canada     | 12                                           |

## Santé

### Équipement médical et produits de santé
Sont listées ici les dix plus grandes entreprises dans le secteur de l'équipement médical par capitalisation boursière en 2022 :
| Rang | Entreprise               | Pays            | Capitalisation boursière (en milliards de $) |
| ---- | ------------------------ | --------------- | -------------------------------------------- |
| 1    | Johnson & Johnson        | États-Unis      | 457                                          |
| 2    | Roche                    | Suisse          | 356                                          |
| 3    | Abbott                   | États-Unis      | 239                                          |
| 4    | Thermo Fisher Scientific | États-Unis      | 239                                          |
| 5    | Danaher Corporation      | États-Unis      | 211                                          |
| 6    | Medtronic                | Irlande         | 141                                          |
| 7    | Siemens Healthineers     | Allemagne       | 138                                          |
| 8    | Intuitive Surgical       | États-Unis      | 115                                          |
| 9    | 3M Company               | États-Unis      | 103                                          |
| 10   | Stryker Corporation      | États-Unis      | 99                                           |
| 11   | EssilorLuxottica         | France / Italie | 81                                           |

### Pharmacie
Sont listées ici les dix plus grosses entreprises mondiales quant à la capitalisation boursière en milliards de dollars dans l'industrie pharmaceutique en 2024 :
| Rang | Entreprise        | Pays        | Capitalisation boursière (milliards de $) |
| ---- | ----------------- | ----------- | ----------------------------------------- |
| 1    | Eli Lilly         | États-Unis  | 835                                       |
| 2    | Johnson & Johnson | États-Unis  | 397                                       |
| 3    | Novo Nordisk      | Danemark    | 384                                       |
| 4    | AbbVie            | États-Unis  | 373                                       |
| 5    | Roche             | Suisse      | 272                                       |
| 6    | AstraZeneca       | Royaume-Uni | 241                                       |
| 7    | Merck             | États-Unis  | 235                                       |
| 8    | Novartis          | Suisse      | 221                                       |
| 9    | Amgen             | États-Unis  | 170                                       |
| 10   | Sanofi            | France      | 148                                       |

## Restauration et hôtellerie
Les cinq plus grandes entreprises dans le domaine de la restauration en 2024 par valeur boursière :
| Rang | Entreprise               | Pays       | Valeur boursière (en milliards de $) |
| ---- | ------------------------ | ---------- | ------------------------------------ |
| 1    | McDonald's               | États-Unis | 219                                  |
| 2    | Chipotle Mexican Grill   | États-Unis | 72                                   |
| 3    | Yum! Brands              | États-Unis | 44                                   |
| 4    | Restaurant Brands Compay | Canada     | 30                                   |
| 5    | Darden Restaurants       | États-Unis | 22                                   |
|      |                          |            |                                      |

Les dix plus grandes entreprises dans le domaine de l'hôtellerie en 2024 par capitalisation boursière :
| Rang | Entreprise            | Pays        | Capitalisation boursière (en milliards de dollars) |
| ---- | --------------------- | ----------- | -------------------------------------------------- |
| 1    | Marriott              | États-Unis  | 74                                                 |
| 2    | Hilton Worldwide      | États-Unis  | 62                                                 |
| 3    | Oriental Land         | Japon       | 33                                                 |
| 4    | Las Vegas Sands       | États-Unis  | 32                                                 |
| 5    | IHG                   | Royaume-Uni | 19                                                 |
| 6    | Galaxy Entertainment  | Hong Kong   | 18                                                 |
| 7    | Hyatt Hotels          | États-Unis  | 13                                                 |
| 8    | Accor                 | France      | 12                                                 |
| 9    | Indian Hotels Company | Inde        | 12                                                 |
| 10   | Huazhu Hotels         | Chine       | 11                                                 |

## Tabac
Les cinq plus grosses entreprises dans le domaine du tabac en 2024 par capitalisation boursière :
| Rang | Entreprise                  | Pays        | Capitalisation boursière (en milliards de $) |
| ---- | --------------------------- | ----------- | -------------------------------------------- |
| 1    | Philip Morris International | États-Unis  | 239                                          |
| 2    | Altria Group                | États-Unis  | 95                                           |
| 3    | British American Tobacco    | Royaume-Uni | 87                                           |
| 4    | ITC Limited                 | Inde        | 58                                           |
| 5    | Japan Tobacco               | Japon       | 45                                           |